# Hans-Peter Krämer

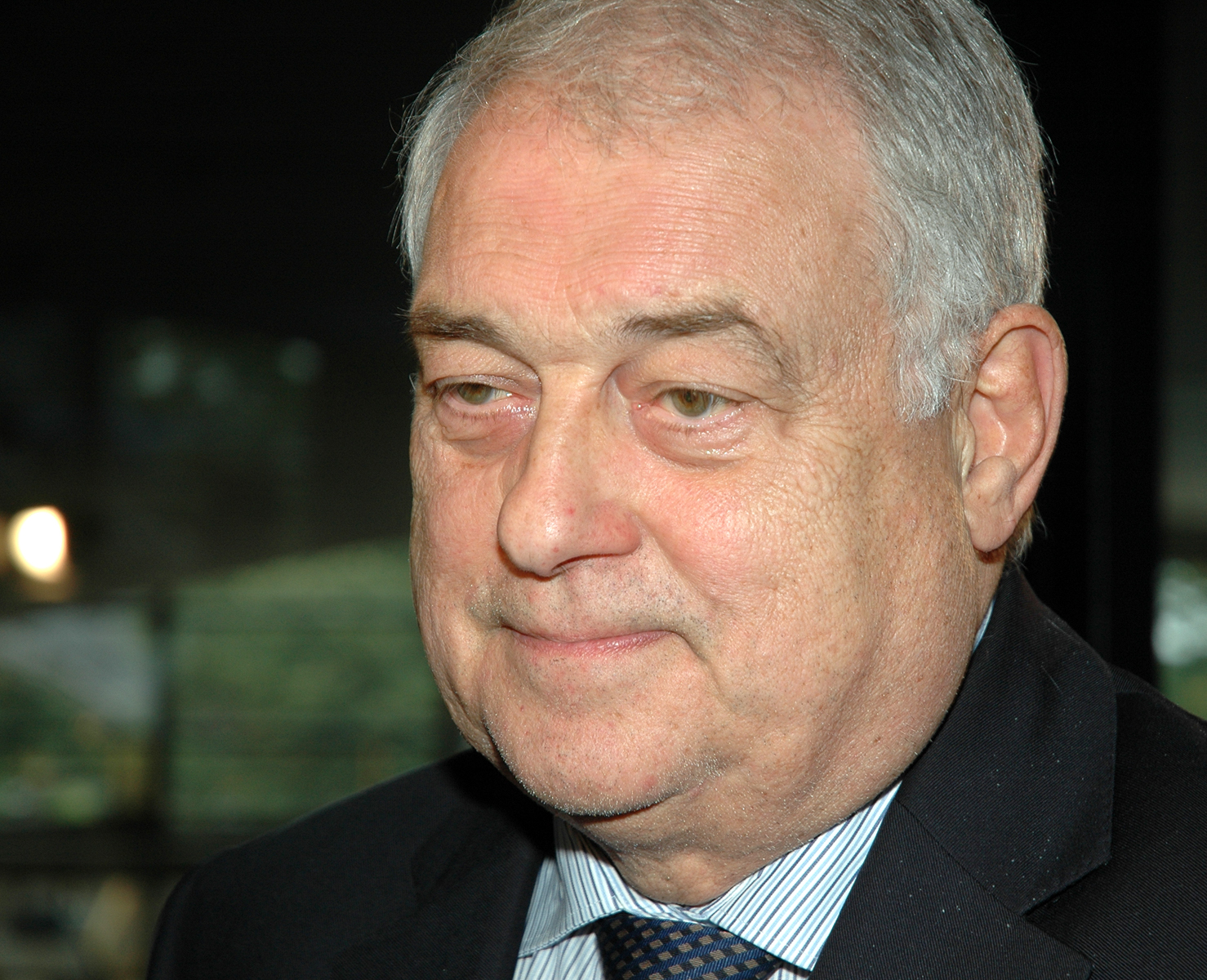
Hans-Peter Krämer, 2013

Hans-Peter Krämer (* 8. Januar 1941 in Kiel) ist Vorstandsvorsitzender der Stiftung Deutsche KinderKrebshilfe. und seit rund 25 Jahren in verschiedenen Gremien der Deutschen Krebshilfe ehrenamtlich engagiert. Als langjähriger Vorsitzender des Stiftungsrates, dem Aufsichtsgremium der Krebshilfe, übergab er im Dezember 2019 dieses Amt seinem Nachfolger, dem Juristen Joachim Faber.
Krämer ist ein ehemaliger Wirtschaftsmanager und studierter Diplom-Kaufmann. Er war ferner von 2006 bis 2014 als Vize-Präsident im Deutschen Olympischen Sportbund (DOSB) für Wirtschaft und Finanzen zuständig. 2013 führte er den DOSB für einige Monate als kommissarischer Präsident. Des Weiteren übt er eine Reihe verschiedener Ämter in Wirtschaft und Sport aus.

## Ämter und Funktionen
Bis Ende 2014 führte Krämer das Ehrenamt des Vorstandsvorsitzenden der Deutschen Krebshilfe aus, wobei nach eigenen Angaben das Engagement für die Hilfsorganisation ein Hauptanliegen geworden ist. Bei seinem ersten Auftritt in der ZDF-Benefizgala „Willkommen bei Carmen Nebel“ zugunsten der Krebshilfe hat Krämer in der Live-Sendung am 25. September 2010 die Öffentlichkeit zum Kampf gegen den Krebs aufgefordert.
Außerdem engagiert sich Krämer als Vorsitzender des Aufsichtsrates der Deutschen Sport-Marketing GmbH (DSM).
Am 14. August 2008 legte er sein Amt als Mitglied des Aufsichtsrates des VfL Gummersbach nieder. Bis 2007 war er der Vorsitzende des gleichen Gremiums.

## Reformen bei Preisvergabe und Ehrungen
2010 reformierte Krämer als Vorstandsvorsitzender der Deutschen Krebshilfe den vor ihr vergebenen Wissenschaftspreis mit dem Ziel, künftig mehr Leistungsträger im Kampf gegen diese Volkskrankheit zu würdigen. So wurde der Deutsche Krebshilfe Preis 2009 am 13. Dezember 2010 bei einem öffentlichen Festakt in der Bonner Redoute erstmals auch an zwei Persönlichkeiten überreicht, die jeweils eine Selbsthilfegruppe mit aufgebaut und sich seit Jahrzehnten in der Krebs-Selbsthilfe engagiert haben. Die Preisgelder der Auszeichnung kommen jeweils aus der Sonderstiftung eines privaten Erb-Nachlasses.

## Berufliche Laufbahn
Krämer hat eine vielseitige berufliche Karriere hinter sich. Bis Januar 2006 war er zudem Vorstandsvorsitzender der Kreissparkasse Köln. Nach 15 Jahren in der Spitzenposition des drittgrößten deutschen Sparkasse ging er in den Ruhestand.
Sein Studium der Betriebswirtschaftslehre absolvierte er von 1960 bis 1965 an der Universität zu Köln. Bereits als Werkstudent arbeitete er in der Kölner Kreissparkasse. Unmittelbar nach seinem Studienabschluss wurde er in der Bank Kreditsachbearbeiter. 1969 wurde er stellvertretender Leiter und zwei Jahre später Leiter der Kreditabteilung. 1973 wurde er Abteilungsdirektor. Anfang 1979 wurde er zum stellvertretenden Vorstandsmitglied und zum 1. September des gleichen Jahres zum ordentlichen Vorstandsmitglied berufen. Im Dezember 1990 wurde er als Nachfolger von Dr. Hans-Joachim Möhle Vorstandsvorsitzender der Kreissparkasse Köln.

## Auszeichnungen
- 2006: Bundesverdienstkreuz (1. Klasse)
- 2004: Verdienstorden des Landes Nordrhein-Westfalen
- 2004: Ehrenring der Stadt Brühl